# Jim Jim Falls
A Jim Jim Falls vízesés 200 méteres magasságból zúdul alá a Kakadu Nemzeti Park területén, Ausztrália északi részén, az Északi területen. Úgy tartják, hogy a Kakadu Nemzeti Park területét 140 millió évvel ezelőtt egy sekély tenger borította. A kiemelkedő merdedek sziklafal az Arnhem-föld fennsíkjának szélén fekszik. Manapság a fennsík 330 méterre magasodik a tengerszint fölé és mintegy 500 kilométernyi szélességben terül el a nemzeti park, illetve az Arnhem föld területén. 
A száraz évszakban előfordul, hogy a vízesés teljesen kiszárad. A vízesést csak egy viszonylag nehezen járható földúton lehet megközelíteni, ezért ajánlott az összkerék meghajtású gépjárművek igénybevétele az utazáshoz. 

## Fordítás
- Ez a szócikk részben vagy egészben  a   Jim Jim Falls című angol Wikipédia-szócikk ezen változatának fordításán alapul.  Az eredeti cikk szerkesztőit annak laptörténete sorolja fel. Ez a jelzés csupán a megfogalmazás eredetét és a szerzői jogokat jelzi, nem szolgál a cikkben szereplő információk forrásmegjelöléseként.